# Ruffano
Ruffano est une commune de la province de Lecce, dans les Pouilles, en Italie.

## Administration
| Période                                  | Période  | Identité             | Étiquette | Qualité |
| ---------------------------------------- | -------- | -------------------- | --------- | ------- |
| 5 avril 2005                             | En cours | Luigi Nicola Fiorito |           |         |
| Les données manquantes sont à compléter. |          |                      |           |         |

### Hameaux
Torrepaduli.

### Communes limitrophes
Acquarica del Capo, Casarano, Miggiano, Montesano Salentino, Specchia, Supersano, Taurisano, Ugento.